# ماستر كيتون
ماستر كيتون (باليابانية: MASTERキートン، بالروماجي: Masutā Kīton) هي سلسلة مانغا يابانية من تأليف هوكوسي كاتسوشيكا وناوكي أوراساوا وتاكاشي ناغاساكي، نشرت من قبل شوغاكوكان في مجلة بيغ كوميك أوريجيانال، في نوفمبر عام 1988 حتى أغسطس عام 1994، وتم تجميع فصول المانغا في 18 مجلد تانكوبون. أنتجت إلى أنمي تلفزيوني من قبل استوديو مادهاوس، عرض الموسم الأول في 5 أكتوبر 1998 واستمر عرضه حتى 29 مارس 1999 عرض الموسم الثاني في 23 يوليو 1999 واستمر عرضه حتى 21 يونيو 2000، وتكون الأنمي من 39 حلقة.

## القصة
تدور أحداث القصة عن تايتشي هيراغا (كيتون)، هو ابن عالم الحيوات ياباني تايهي هيراغا، وأمه هي سيدة إنجليزية اسمها باتريشيا كيتون. انفصل والدا كيتون عندما كان في الخامسة من عمره، وذهب إلى إنجلترا مع والدته. درس علم الآثار في جامعة أكسفورد، التقى كيتون بفتاة وتزوجها فيما بعد، والتي كانت طالبة رياضيات في كلية سومرفيل. انفصل عنها بعد ذلك بعامين، وترك كيتون ابنته يوريكو البالغة من العمر خمس سنوات في رعاية والدتها. بعد مغادرة أكسفورد انضم كيتون إلى الجيش البريطاني، إلا أن حلمه هو مواصلة بحثه الأثري في أصول الحضارة الأوروبية القديمة.

## الشخصيات
تايتشي هيراغا/كيتون
مؤدي الصوت: نوريهيرو إينوي
تاهي هيراغا
مؤدي الصوت: إيتشيرو ناغاي
يوريكو هيراغا
مؤدية الصوت: هوكو كواشيما
تشارلي تشابمان
مؤدي الصوت: ماساشي سوغاوارا
دانيال أوكونيل
مؤدي الصوت: شينباتشي تسوجي
ناراتور
مؤدي الصوت: كيتون يامادا

## وصلات خارجية
- VAP's page of the anime باللغة اليابانية
- ماستر كيتون على موقع ANN anime (الإنجليزية)
- ماستر كيتون على موقع ANN manga (الإنجليزية)